# فرانک چاپمن
فرانک چاپمن (انگلیسی: Frank Chapman؛ ۱۲ ژوئن ۱۸۶۴ – ۱۵ نوامبر ۱۹۴۵) یک دانشمند در زمینه پرنده‌شناسی اهل ایالات متحده آمریکا بود.